# Panellenio Protathlema 1938-1939
La Panellenio Protathlema 1938-1939 è stata la decima edizione del campionato di calcio greco concluso il 11 giugno 1939 con la vittoria dell'AEK Atene, al suo primo titolo.

## Formula
Venne disputata una prima fase regionale con le migliori squadre ammesse alla fase finale dove furono divise in due gironi: quello meridionale (con i club di Atene e dell'Attica) composto da otto squadre che giocarono un girone di andata e ritorno per un totale di quattordici partite e quello settentrionale (con i club di Salonicco e della Tracia) composto da sei squadre che giocarono un girone di andata e ritorno per un totale di dieci partite.
Le vincenti di ciascun girone furono ammesse alla finale con andata e ritorno per il titolo di campione.

## Classifica prima fase

### Girone meridionale
|  | Pos. | Squadra         | Pt | G  | V  | N | P  | GF | GS | DR  |
|  | ---- | --------------- | -- | -- | -- | - | -- | -- | -- | --- |
|  | 1.   | AEK Atene       | 35 | 14 | 10 | 1 | 3  | 54 | 22 | +32 |
|  | 2.   | Olympiacos      | 35 | 14 | 10 | 1 | 3  | 38 | 17 | +21 |
|  | 3.   | Ethnikos Pireo  | 33 | 14 | 9  | 1 | 4  | 30 | 21 | +9  |
|  | 4.   | Apollōn Smyrnīs | 30 | 14 | 8  | 1 | 5  | 38 | 16 | +22 |
|  | 5.   | Panathīnaïkos   | 30 | 14 | 8  | 1 | 5  | 38 | 16 | +22 |
|  | 6.   | Asteras Atene   | 27 | 14 | 6  | 1 | 7  | 21 | 26 | -5  |
|  | 7.   | Aris Pireo      | 16 | 14 | 1  | 0 | 13 | 11 | 54 | -43 |
|  | 8.   | Atromītos       | 14 | 14 | 1  | 0 | 13 | 10 | 58 | -48 |

Legenda:

      Ammessa alla finale
Note:

Tre punti a vittoria, due a pareggio, uno a sconfitta.
Atromitos penalizzato di 2 punti.

#### Verdetti
- AEK Atene ammessa alla finale

#### Marcatori
| Gol |  |  | Giocatore            | Squadra       |
| --- |  |  | -------------------- | ------------- |
| 18  |  |  | Vazos Jiannis        | Olympiacos    |
| 18  |  |  | Maropoulos Kleanthis | AEK Atene     |
| 12  |  |  | Christodoulou        | Panathīnaïkos |

### Girone settentrionale
|  | Pos. | Squadra        | Pt | G  | V | N | P | GF | GS | DR  |
|  | ---- | -------------- | -- | -- | - | - | - | -- | -- | --- |
|  | 1.   | Īraklīs        | 27 | 10 | 8 | 1 | 1 | 22 | 7  | +15 |
|  | 2.   | Arīs Salonicco | 25 | 10 | 6 | 3 | 1 | 30 | 10 | +20 |
|  | 3.   | PAOK           | 20 | 10 | 5 | 0 | 5 | 22 | 14 | +8  |
|  | 4.   | Kavala         | 18 | 10 | 4 | 0 | 6 | 11 | 18 | -7  |
|  | 5.   | Doxa Dramas    | 15 | 10 | 2 | 1 | 7 | 10 | 26 | -16 |
|  | 6.   | Filippi Kavala | 14 | 10 | 2 | 0 | 8 | 10 | 31 | -21 |

Legenda:

      Ammessa alla finale
Note:

Tre punti a vittoria, due a pareggio, uno a sconfitta.

#### Verdetti
- Iraklis Salonicco ammessa alla finale

## Finale
La finale di andata si disputò il 4 ad Atene mentre quella di ritorno il 11 giugno 1939 a Salonicco. L'AEK vinse entrambi gli incontri e vinse per la prima volta il titolo.
| Atene 4 giugno 1939 | AEK Atene | 3 – 1 | Īraklīs |  |

| Salonicco 11 giugno 1939 | Īraklīs | 2 – 4 | AEK Atene |  |

### Verdetti
- AEK Atene campione di Grecia